# Sabulodes adumbrata
Sabulodes adumbrata är en fjärilsart som beskrevs av W. Warren 1895. Sabulodes adumbrata ingår i släktet Sabulodes och familjen mätare. Inga underarter finns listade.